# Ујезд у Сеземици
Ујезд у Сеземици (чеш. Újezd u Sezemic) је насељено мјесто са административним статусом сеоске општине (чеш. obec) у округу Пардубице, у Пардубичком крају, Чешка Република.

## Становништво
Према подацима о броју становника из 2014. године насеље је имало 151 становника.